# هیلدا حسینی‌خواه
هیلدا حسینی خواه (زادهٔ  ۱۳۶۳) خبرنگار ورزشی، گزارشگر، طنز‌نویس و دوبلور اهل ایران است.
او نخستین گزارشگر زن لیگ برتر والیبال ایران و نویسنده کتاب «تاریخچه ورزش بانوان ایران» است. این کتاب به معرفی مفاخر و چهره‌های ورزشی ایران می‌پردازد و تاریخچه ای از ورزش بانوان ایران را به دست می‌دهد.
کتاب «تاریخچه ورزش بانوان ایران» نخستین کتاب درباره ورزش بانوان در ایران  به شمار می آید.

## آثار دوبله
- دیوانگی در ماداگاسکار
- فرار از سیاره زمین
- شجاع دل

## جوایز
- دریافت لوح شایسته تقدیر در مسابقه طنزنویسی کشور با موضوع محیط زیست (۱۳۷۸)
- مقام سوم مسابقه طنزنویسی کشور با موضوع بهداشت دهان و دندان (۱۳۸۱)